# Artesa de Lleida
Artesa de Lleida là một đô thị trong tỉnh Lleida, cộng đồng tự trị Cataluña Tây Ban Nha. Đô thị Artesa de Lleida có diện tích là ki-lô-mét vuông, dân số năm 2009 là người với mật độ người/km². Đô thị Artesa de Lleida có cự ly km so với tỉnh lỵ Lleida.